# 週刊昭和タイムズ
『週刊昭和タイムズ』（しゅうかんしょうわタイムズ）は、デアゴスティーニ・ジャパンが発行していたビジュアルマガジン。サブタイトルは「64年の記録と記憶」。2007年9月25日創刊。2008年12月22日終刊。1巻で1つの年を取り上げるため、全64巻が発行された。1巻560円、初巻のみ190円。毎週火曜日発売。

## マガジン詳細
昭和検証レポート
昭和の出来事を取り上げ、その要因などを検証。
昭和ドキュメント
特集された年の中で代表する出来事をタイムテーブル等を交えて解説。
MADE in 昭和
画期的な商品を取り上げ、当時の反響や開発時のエピソードなど。
昭和写真館
注目を浴びた出来事を、時の流れとともに写真で描いていく。
世相アラカルト
特集された年を象徴する出来事をピックアップしテーマごとに詳しく解説。
懐かしの新聞ラジオ・テレビ欄
当時の人気番組を、番組内容と共に詳しく紹介。
時の人
特集された年に注目された人物を紹介。冊子裏面に掲載。（下記表を参照）

## バックナンバー
下記表を参照
|        | 特集年   | 主な特集記事                  | 「時の人」                       | 発売日   |
| ------ | -------- | ----------------------------- | -------------------------------- | -------- |
| 創刊号 | 昭和39年 | 東京オリンピック開催          | 橋幸夫、舟木一夫、西郷輝彦       | 9月25日  |
| 第2号  | 昭和45年 | 日本万国博覧会開催            | 児島美ゆき                       | 10月9日  |
| 第3号  | 昭和34年 | 皇太子ご成婚                  | 板東英二                         | 10月16日 |
| 第4号  | 昭和47年 | あさま山荘事件                | 天地真理                         | 10月23日 |
| 第5号  | 昭和41年 | ザ・ビートルズ来日            | 前田美波里                       | 10月30日 |
| 第6号  | 昭和23年 | A級戦犯死刑執行               | 川田順                           | 11月6日  |
| 第7号  | 昭和33年 | 東京タワー完成                | 十朱幸代                         | 11月13日 |
| 第8号  | 昭和43年 | 三億円事件発生                | 浪越徳治郎                       | 11月20日 |
| 第9号  | 昭和38年 | ケネディ大統領暗殺            | 梓みちよ                         | 11月27日 |
| 第10号 | 昭和49年 | 長嶋茂雄引退                  | 小坂明子                         | 12月4日  |
| 第11号 | 昭和28年 | テレビ本放送開始              | トニー谷                         | 12月11日 |
| 第12号 | 昭和55年 | ウォシュレット登場            | 久保田早紀                       | 12月18日 |
| 第13号 | 昭和46年 | カップヌードル登場            | 尾崎紀世彦                       | 12月25日 |
| 第14号 | 昭和35年 | クレラップ発売                | 松本清張                         | 1月8日   |
| 第15号 | 昭和53年 | 成田空港開港                  | 田宮二郎                         | 1月15日  |
| 第16号 | 昭和30年 | 自由民主党結党                | 島倉千代子                       | 1月22日  |
| 第17号 | 昭和57年 | ホテルニュージャパン火災      | あみん                           | 1月29日  |
| 第18号 | 昭和40年 | プロ野球第1回ドラフト会議開催 | 奥村チヨ                         | 2月5日   |
| 第19号 | 昭和20年 | 東京大空襲                    | 並木路子                         | 2月12日  |
| 第20号 | 昭和32年 | 南極観測隊昭和基地建設        | 浜村美智子                       | 2月19日  |
| 第21号 | 昭和16年 | 太平洋戦争開戦                | 高村光太郎                       | 2月26日  |
| 第22号 | 昭和51年 | ロッキード事件発生            | アグネス・ラム                   | 3月4日   |
| 第23号 | 昭和26年 | サンフランシスコ講和条約調印  | 越路吹雪                         | 3月11日  |
| 第24号 | 昭和11年 | 二・二六事件                  | 北一輝                           | 3月18日  |
| 第25号 | 昭和44年 | アポロ11号月面着陸            | 皆川おさむ                       | 3月25日  |
| 第26号 | 昭和60年 | 日航ジャンボ機墜落事故        | 斉藤由貴                         | 4月1日   |
| 第27号 | 昭和3年  | 張作霖爆殺事件                | 水の江滝子                       | 4月8日   |
| 第28号 | 昭和24年 | 湯川秀樹ノーベル賞受賞決定    | 前田山英五郎                     | 4月15日  |
| 第29号 | 昭和48年 | オイルショック                | 浅田美代子                       | 4月22日  |
| 第30号 | 昭和6年  | 満州事変                      | 藤山一郎                         | 4月28日  |
| 第31号 | 昭和56年 | 中国残留孤児初訪日調査        | イモ欽トリオ                     | 5月7日   |
| 第32号 | 昭和31年 | 国際連合加盟                  | 大津美子                         | 5月13日  |
| 第33号 | 昭和36年 | 集団就職                      | 渡辺マリ                         | 5月20日  |
| 第34号 | 昭和42年 | 美濃部都政スタート            | 伊東ゆかり                       | 5月27日  |
| 第35号 | 昭和37年 | 鈴鹿サーキット完成            | 市川團十郎                       | 6月3日   |
| 第36号 | 昭和54年 | 3年B組金八先生放送開始        | ジュディ・オング                 | 6月10日  |
| 第37号 | 昭和61年 | 男女雇用機会均等法施行        | 石井明美                         | 6月17日  |
| 第38号 | 昭和50年 | 東映太秦映画村オープン        | ダウン・タウン・ブギウギ・バンド | 6月24日  |
| 第39号 | 昭和29年 | 第五福竜丸被災                | 神楽坂はん子                     | 7月1日   |
| 第40号 | 昭和52年 | ダッカ日航機ハイジャック事件  | 阿久悠                           | 7月8日   |
| 第41号 | 昭和27年 | 血のメーデー事件              | 渡辺はま子                       | 7月15日  |
| 第42号 | 昭和58年 | ファミリーコンピュータ発売    | 欧陽菲菲                         | 7月22日  |
| 第43号 | 昭和25年 | 朝鮮特需                      | 山本富士子                       | 7月29日  |
| 第44号 | 昭和62年 | 大韓航空機爆破事件            | 長嶋一茂                         | 8月5日   |
| 第45号 | 昭和22年 | カスリーン台風上陸            | 織田作之助                       | 8月12日  |
| 第46号 | 昭和59年 | ロサンゼルスオリンピック      | 堀ちえみ                         | 8月19日  |
| 第47号 | 昭和63年 | 瀬戸大橋完成                  | 橋本聖子                         | 8月26日  |
| 第48号 | 昭和21年 | 農地改革                      | 大下弘                           | 9月2日   |
| 第49号 | 昭和14年 | ノモンハン事件                | 鶴岡一人                         | 9月9日   |
| 第50号 | 昭和17年 | シンガポール陥落              | 山田五十鈴                       | 9月16日  |
| 第51号 | 昭和2年  | 地下鉄開業                    | 林長二郎                         | 9月22日  |
| 第52号 | 昭和15年 | 日独伊三国同盟締結            | 牧野富太郎                       | 9月30日  |
| 第53号 | 昭和10年 | 天皇機関説事件                | 原節子                           | 10月7日  |
| 第54号 | 昭和5年  | 浜口雄幸首相襲撃事件          | 熊谷糧道                         | 10月14日 |
| 第55号 | 昭和13年 | 満蒙開拓青少年義勇軍出発      | 火野葦平                         | 10月21日 |
| 第56号 | 昭和4年  | 国宝保存法公布                | 中野正剛                         | 10月28日 |
| 第57号 | 昭和9年  | 帝人事件                      | 東海林太郎                       | 11月4日  |
| 第58号 | 昭和12年 | 南京事件                      | 淡谷のり子                       | 11月11日 |
| 第59号 | 昭和8年  | 国際連盟脱退                  | ピストン堀口                     | 11月18日 |
| 第60号 | 昭和19年 | マリアナ沖海戦                | 若林忠志                         | 11月25日 |
| 第61号 | 昭和7年  | 白木屋百貨店火災              | 諏訪根自子                       | 12月2日  |
| 第62号 | 昭和18年 | 学徒出陣開始                  | 轟夕起子                         | 12月9日  |
| 第63号 | 昭和64年 | 昭和天皇崩御                  | 羽生善治                         | 12月16日 |
| 第64号 | 昭和元年 | 新元号昭和決定                | 豊田佐吉                         | 12月22日 |

※2008年1月1日は火曜日だったが、元日のため発売されなかった。
※最終2号は「昭和」だった日が短かったが、前述のように「1巻で1つの年を取り上げる」ため、それぞれ改元後の平成元年・改元前の大正15年の出来事等を取り上げている。